# Distrito electoral de Newport (condado de Rock, Nebraska)
Newport (en inglés: Newport Precinct) es un distrito electoral ubicado en el condado de Rock en el estado estadounidense de Nebraska. En el Censo de 2010 tenía una población de 141 habitantes y una densidad poblacional de 1,01 personas por km².

## Geografía
Newport se encuentra ubicado en las coordenadas 42°33′52″N 99°18′23″O / 42.56444, -99.30639. Según la Oficina del Censo de los Estados Unidos, Newport tiene una superficie total de 139.3 km², de la cual 139.26 km² corresponden a tierra firme y (0.03%) 0.04 km² es agua.

## Demografía
Según el censo de 2010, había 141 personas residiendo en Newport. La densidad de población era de 1,01 hab./km². De los 141 habitantes, Newport estaba compuesto por el 97.87% blancos, el 0% eran afroamericanos, el 1.42% eran amerindios, el 0.71% eran asiáticos, el 0% eran isleños del Pacífico, el 0% eran de otras razas y el 0% pertenecían a dos o más razas. Del total de la población el 0% eran hispanos o latinos de cualquier raza.